# Morhad Amdouni
Morhad Amdouni (Porto Vecchio, 21 de junio de 1988) es un deportista francés de origen tunecino que compite en atletismo, especialista en las carreras de fondo. Ganó dos medallas en el Campeonato Europeo de Atletismo de 2018, oro en 10 000 m y bronce en 5000 m.

## Palmarés internacional
| Campeonato Europeo | Campeonato Europeo | Campeonato Europeo | Campeonato Europeo |
| Año                | Lugar              | Medalla            | Prueba             |
| ------------------ | ------------------ | ------------------ | ------------------ |
| 2018               | Berlín (Alemania)  | Medalla de oro     | 10 000 m           |
| 2018               | Berlín (Alemania)  | Medalla de bronce  | 5000 m             |